# EMD E8
Pour les articles homonymes, voir E8.
Les E8 sont une série de locomotives type A1A-A1A pour trains de voyageurs de 2 250 chevaux (1,678 kW), construite par Electro-Motive Division (EMD) à La Grange, Illinois. 450 machines à cabines, ou E8A, ont été construites de août 1949 à janvier 1954, 447 pour les États-Unis et 3 pour le Canada. 46 unités E8B (sans cabine) ont été construites de décembre 1949 à janvier 1954, toutes pour les États-Unis. Les 2 250 chevaux sont fournis par deux moteurs 567B à 12 cylindres, chacun actionnant un générateur pour alimenter les moteurs de traction présents sur chaque bogie. Le E8 est le neuvième modèle de la série des unités E, locomotives diesel pour trains de voyageurs. À partir de septembre 1953, 21 E8A ont été construits avec des moteurs 567BC or 567C.
Concernant le profil, l'avant du nez des E7, E8 et E9 unités est moins incliné que sur les précédentes unités EMD, et les E7, E8 et E0 (et leurs cousins à quatre essieux, les unités F) ont été surnommés « nez de bouledogue ». Les unités E précédentes ont été surnommés les « nez incliné ». Après que l'Erie Lackawanna ait arrêté le transport de voyageurs en 1970, les E8 ont vu leurs jeux d'engrenages revus pour le transport de marchandises, devenant des unités très fiables pour l'EL. Ces unités ont été affectées à  des trains de fret jusqu'au début  de l'ère Conrail.
Les unités désignées E8m ont été reconstruites à l'aide des composants de précédentes locomotives EMC/EMD. Extérieurement, ces unités sont comparables aux E8. La différence de puissance produite par les E8m due à la réutilisation d'anciens générateurs.

## Acheteurs d'origine
| Compagnie                                        | Nombre d'unités | Nombre d'unités | Immatriculation des unités A                                                              | Immatriculation des unités B         | Notes |
| ------------------------------------------------ | --------------- | --------------- | ----------------------------------------------------------------------------------------- | ------------------------------------ | --- |
| Electro-Motive Division (démonstrateur)          | 1               | —               | 5600A                                                                                     | —                                    | Passé au Southern Pacific 6018 |
| Electro-motive Division (démonstrateur)          | 1               | —               | 952                                                                                       | —                                    | Passé au Rock Island 643 Premier E8A construit |
| Electro-motive Division (démonstrateurs)         | 2               | —               | 810-811                                                                                   | —                                    | Passés au Delaware Lackawanna & Western 810-811 |
| Atchison, Topeka and Santa Fe Railway            | —               | 2               | —                                                                                         | 83A–84A                              | Type E8m |
| Atchison, Topeka and Santa Fe Railway            | 8               | 3               | 2, 4, 5, 82, 84–87                                                                        | 4A, 80A, 82A                         | Type E8m, reconstruits à partir de E1A et E1B |
| Atlantic Coast Line Railroad                     | 6               | —               | 532, 544–548                                                                              | —                                    | N°532 reconstruit à partir d'un E7 |
| Atlantic Coast Line Railroad                     | 1               | —               | 500                                                                                       | —                                    | Type E8m, reconstruit à partir d'E3A |
| Boston and Maine Railroad                        | 1               | —               | 3821                                                                                      | —                                    | Passé au Missouri Pacific en 1962, n°42 |
| Baltimore and Ohio Railroad                      | 16              | —               | 26,A–32,A, 90,A–96,A                                                                      | —                                    | Uniquement des nombres pairs ; Les 26,A-32,A ont été construits avec des moteurs 567BC.                                                                                     |
| Baltimore and Ohio Railroad                      | 5               | 6               | 51, 53–56                                                                                 | 51X–56X                              | Type E8m, reconstruits à partir de EA et EB |
| Chicago, Burlington and Quincy Railroad          | 38              | —               | 9937B, 9938A,B–9948A,B, 9949A, 9964–9977                                                  | —                                    | |
| Central of Georgia Railway                       | 2               | —               | 811–812                                                                                   | —                                    | |
| Chicago and North Western Railway                | 22              | —               | 5019B, 5021A,B–5030A,B, 5031A                                                             | n°5019B reconstruit à partir d'un E7 | |
| Chicago, Rock Island and Pacific Railroad        | 13              | —               | 644–656                                                                                   | —                                    | Le n°656 est de type E8m |
| Chesapeake and Ohio Railway                      | 31              | —               | 4000–4030                                                                                 | —                                    | |
| Canadian Pacific Railway                         | 3               | —               | 1800–1802                                                                                 | —                                    | Acheté pour service joint avec le Boston and Maine en Nouvelle-Angleterre seules unités E achetées par une compagnie canadienne. Les 1800 et 1802 ont été cédés à VIA Rail. |
| Delaware, Lackawanna and Western Railroad        | 9               | —               | 812–820                                                                                   | —                                    | Les démonstrateurs EMD 810-811 sont devenus les DL&W 810-811 |
| Erie Railroad                                    | 14              | —               | 820–833                                                                                   | —                                    | |
| Fort Worth and Denver Railway                    | 2               | —               | 9981A,B                                                                                   | —                                    | |
| Gulf, Mobile and Ohio Railroad,                  | 1               | —               | 100A                                                                                      | —                                    | Type E8m, reconstruits à partir d'anciens types EA du B&O |
| Illinois Central Railroad                        | 16              | 2               | 4018–4033                                                                                 | 4104–4105                            | 4031 et 4109 détruits lors du déraillement de Salem, Illinois en 1971 et ont été réformés ou détruits.                                                                      |
| Kansas City Southern Railway                     | 4               | —               | 26–29                                                                                     | —                                    | |
| Kansas City Southern Railway                     | 1               | —               | 23                                                                                        | —                                    | Type E8m, reconstruit à partir d'un E3A |
| Louisville and Nashville Railroad                | 4               | —               | 794–797                                                                                   | —                                    | |
| Missouri-Kansas-Texas Railroad                   | 9               | —               | 106A,B, 107A,B, 131–135                                                                   | —                                    | |
| Missouri Pacific Railroad                        | 4               | —               | 7018–7021                                                                                 | —                                    | renumérotés 38–41 |
| New York Central Railroad                        | 62              | —               | 4036–4095, 4003, 4020                                                                     | —                                    | |
| Pennsylvania Railroad                            | 74              | —               | 5700A–5716A, 5760A–5769A, 5788A–5799A, 5801A–5810A, 5835A–5839A, 5884A–5899A, 5902A–5905A | —                                    | Le 5762 est devenu le 4097 du New York Central |
| Richmond, Fredericksburg and Potomac Railroad    | 15              | 5               | 1001–1015                                                                                 | 1051—1055                            | Les 1013 à 1015 ont été construits avec des moteurs 567BC |
| Seaboard Air Line Railroad                       | 11              | —               | 3049–3059                                                                                 | —                                    | Passés au Seaboard Coast Line, n°588-598 |
| St. Louis-San Francisco Railway                  | 17              | —               | 2006–2022                                                                                 | —                                    | Tous nommés en référence à un gagnant du derby du Kentucky, d'où un nom peint sur la caisse.                                                                                |
| Southern Railway                                 | 7               | —               | 2923–2929                                                                                 | —                                    | renumérotés 6900-6905, 6916 |
| Southern Railway (New Orleans and North Eastern) | 10              | —               | 6906–6915                                                                                 | —                                    | Les 6906 à 6909 ont été construits avec des moteurs 567BC ; Les 6910 à 6915 ont té construits avec un moteur 567C.                                                          |
| Texas and Pacific Railway                        | 8               | —               | 2010–2017                                                                                 | —                                    | Renumérotés 30–37 |
| Union Pacific Railroad                           | 18              | 24              | 925–942                                                                                   | 926B–949B                            | |
| Union Pacific Railroad                           | —               | 4               | —                                                                                         | 922B–925B                            | Reconstruits à partir de E2B |
| Wabash Railroad                                  | 14              | —               | 1003–1015, 1000                                                                           | —                                    | |
| Totals                                           | 450             | 46              |                                                                                           |                                      | |

## Exemplaires conservés
On estime que 58 E8 ont été conservées L'ancienne 4085 du NYC, conservée à la New York Central Railroad Museum, a été la dernière locomotive ayant tracté le 20th Century Limited. Une autre E8 préservée a été exploitée par la Midland Railway, à Baldwin City, Kansas. Propriété privée, cette unité est l'ex-Chicago, Rock Island & Pacific Railroad E8A n°652 et a été utilisée pour des événements spéciaux. La E6A n°630 et elle ont été vendues à un nouveau musée dans l'Iowa, qui sera centré autour du Rock Island. La NYC n°4096, récemment restaurée, est également présentée. La New York Central n°4097, propriété privée, est présentée à la Merli Manufacturing Company à Duanesburg, New York.
Le musée du chemin de fer de Monticello possède une E8A du Pennsylvania Railroad, E8A. Elle est actuellement en cours de restauration, et sera repeinte aux couleurs de l'Illinois Central pour correspondre à leur collection de voitures de  l'ancien Illinois Central.
L'E8A du Southern Railway n°6900 est en exploitation au musée des transports de Caroline du nord à Spencer, Caroline du Nord, que le n°6901 est présentée à Duluth, en Géorgie, au Southeastern Railway Museum, ces engins ont tracté le Southern Crescent et portent l'emblème de ce train. Une E8 du Southern Railway, le n°6913, est en cours de restauration au Southern Appalachia Railway Museum à Oak Ridge dans le Tennessee pour leur train du Southern Railway. Une autre E8 du Southern Railway, n°6914, est en cours de restauration au Tennessee Valley Railroad Museum.
Le St Louis, Iron Mountain, & Southern Railway est propriétaire de l'E8A Pennsylvania Railroad n°5898. Elle était précédemment détenue par le Blue Mountain & Reading. Elle est la locomotive principale utilisée sur leur train touristique, et elle a été repeinte en 2015.
L' E8A de l'Union Pacific n°942 est la propriété du Orange Empire Railway Museum, et est parfois utilisée sur leur train touristique, généralement en tirant la petites collections de voitures de voyageurs de l'UP préservées par le musée.
L'E8A du Baltimore & Ohio n°92 est en exposition statique au Baltimore and Ohio Railway Museum de Baltimore, dans le Maryland.
Parmi les unités détenues par Conrail, trois ont été sauvegardées après leur retrait du service fret, et ont été restaurées par les ateliers d'Altoona à Altoona en Pennsylvanie pour une utilisation par le Conrail's Office Car Special (OCS) jusqu'à la fusion de 1999. Une unité a été cédée à CSX, et les deux ont été vendues à Bennett Levin, directeur général de la Juniata Terminal Company où elles ont été révisées et repeintes comme deux E8 jumelles du Pennsylvania Railroad. Une autre, l'ancienne EL n°833, a été achetée par le New York and Greenwood Lake Railroad. Elle a été repeinte dans sa livrée d'origine comme l'Erie n°833 et a été présentée sur la plaque tournante de Port Jervis, NY. En juin 2008, deux E8 authentiques du New York Central (4080 & 4068) ont été achetées par le Medina Railroad Museum à l'ouest de New York.